# Büchenbach

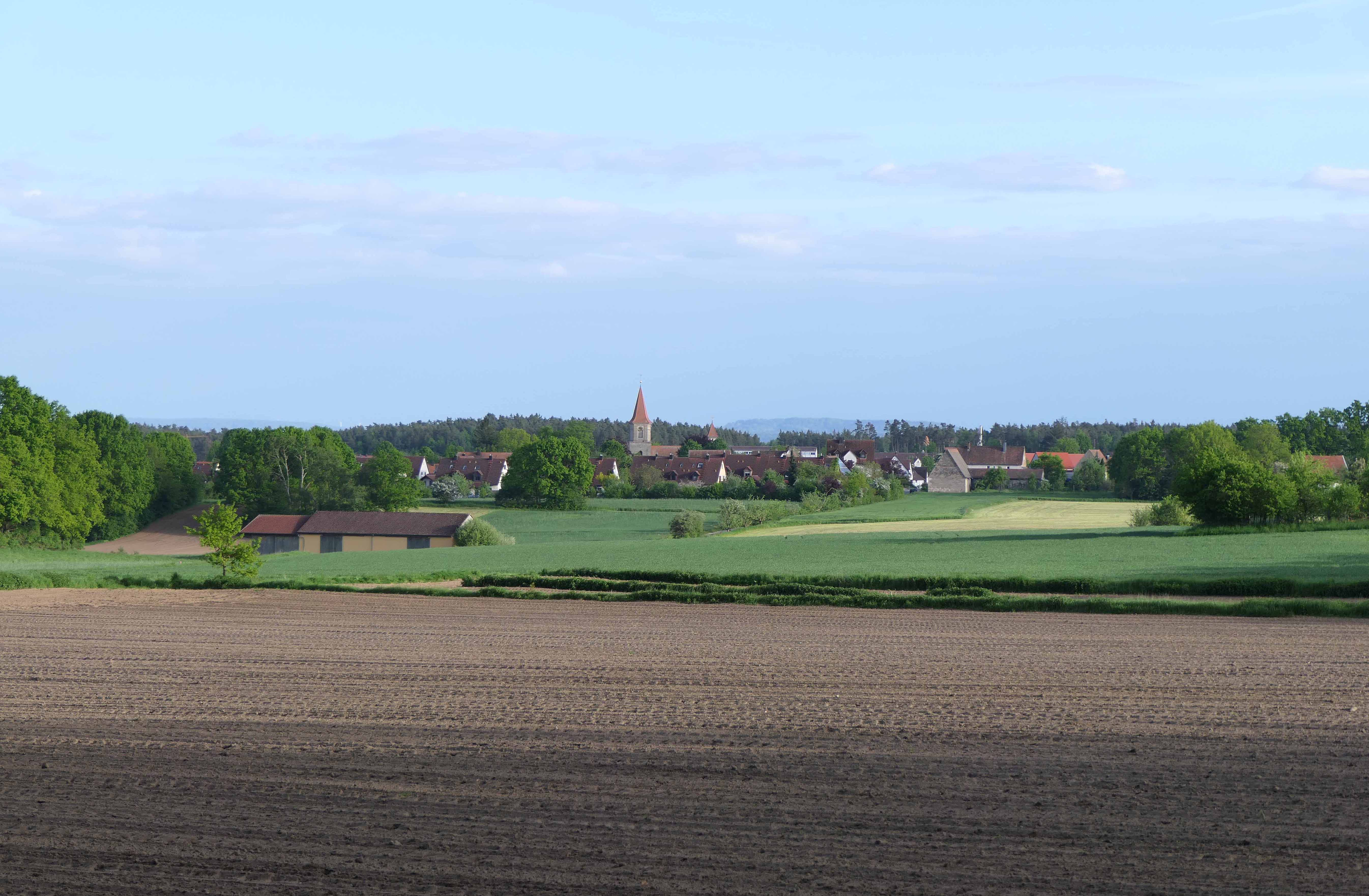
Büchenbach von Norden

Büchenbach (fränkisch: Bäjchaba) ist eine Gemeinde im mittelfränkischen Landkreis Roth.

## Geografie

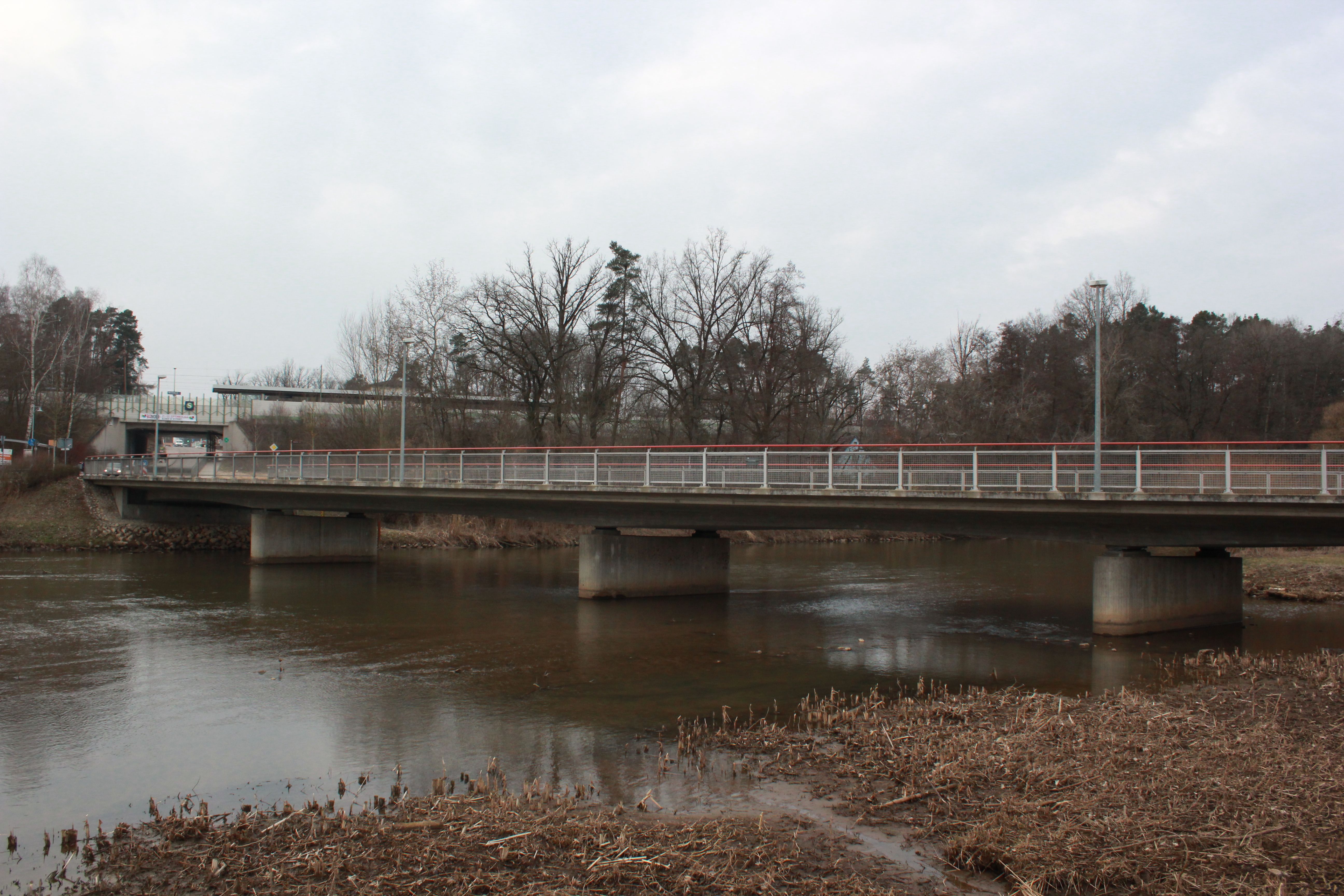
Rednitzbrücke östlich von Büchenbach (2013)

### Lage
Die Gemeinde liegt in der Planungsregion Nürnberg, etwa 20 km südlich von Nürnberg. Der Ort Büchenbach liegt im Osten des Gemeindegebietes und ist von der Stadt Roth drei Kilometer entfernt. Im östlichen Gemeindegebiet fließt die Rednitz.

### Gemeindegliederung
Es gibt 13 Gemeindeteile (in Klammern ist der Siedlungstyp angegeben):

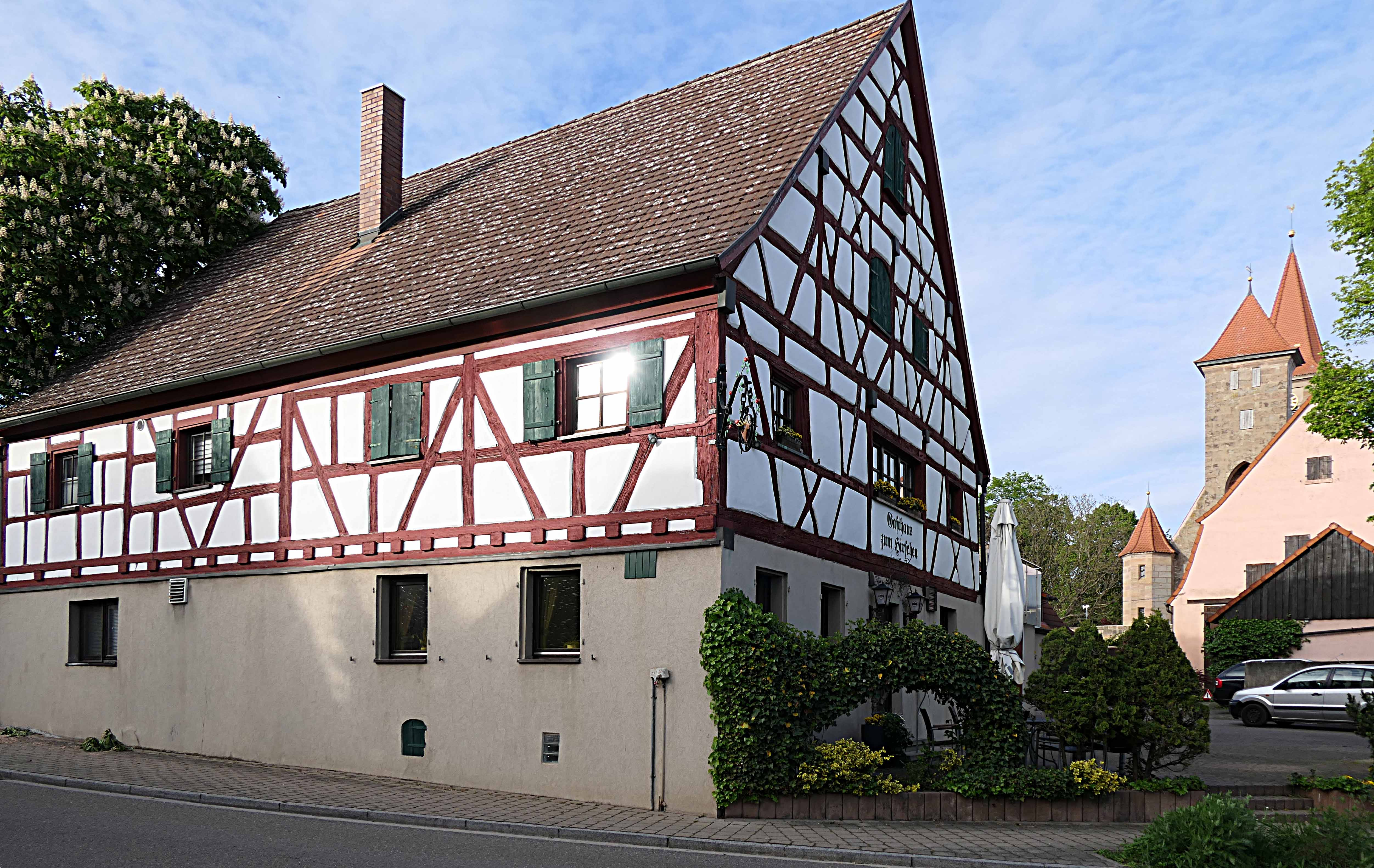
Gasthof zum Hirschen in Büchenbach

- Asbach (Dorf)
- Aurau (Dorf)
- Breitenlohe (Dorf)
- Büchenbach (Pfarrdorf)
- Gauchsdorf (Dorf)
- Götzenreuth (Dorf)
- Hebresmühle (Einöde)
- Kühedorf (Dorf)
- Neumühle (Dorf)
- Ottersdorf (Dorf)
- Schopfhof (Weiler)
- Tennenlohe (Dorf)
- Ungerthal (Weiler)

Es gibt auf dem Gemeindegebiet die Gemarkungen Aurau (Gemarkungsteil 1), Büchenbach, Günzersreuth (Gemarkungsteil 0) und Ottersdorf (Gemarkungsteil 0).  Die Gemarkung Büchenbach hat eine Fläche von 10,557 km². Sie ist in 3528 Flurstücke aufgeteilt, die eine durchschnittliche Fläche von 2992,21 m² haben. In ihr liegen neben dem namensgebenden Ort die Gemeindeteile Breitenlohe und Hebresmühle.

## Geschichte

### Bis zur Gemeindegründung
Der Ort wurde 1103 als „Buchenbach“ erstmals urkundlich erwähnt. Der Ortsname leitet sich vom gleichnamigen Gewässernamen ab, der einen Bach bezeichnet, an dem Buchen wachsen. 1249 wurde der Ort in einer Urkunde als „Bvochenbach“ erwähnt, in der die Schenkung eines Gutes an das Kloster Seligenporten besiegelt wird. Im ausgehenden Mittelalter war Büchenbach nürnbergischer Hauptmannschaftsort. Erst mit der Einführung der Reformation gewannen die Markgrafen von Brandenburg-Ansbach zunehmend an Einfluss. Erster evangelischer Pfarrer in Büchenbach war von 1526 bis 1527 der später von Martin Luther verketzerte Sebastian Franck.
Im Zuge des Ausbaus der Territorialfürstentümer wurde Büchenbach Teil des Markgraftums Brandenburg-Ansbach. Diese Markgrafschaft lag ab 1500 im Fränkischen Reichskreis.
Gegen Ende des Heiligen Römischen Reiches (Ende des 18. Jahrhunderts) gab es in Büchenbach 37 Anwesen. Das Hochgericht übte das brandenburg-ansbachische Oberamt Schwabach aus. Die Dorf- und Gemeindeherrschaft hatte das Kastenamt Schwabach inne. Grundherren waren das Fürstentum Ansbach (14 Anwesen; Kastenamt Schwabach: 1 Halbhof, 1 Halbhof mit Tafernwirtschaft, 1 Gütlein, 1 Tafernwirtschaft, 4 Leerhäuser, 1 Badhaus, 1 Schmiede, 1 Pfarrhof; Kastenamt Schwabach, zur Kirche Büchenbach handlohnbar: 1 Köblergut; Spital Schwabach: 1 Köblergut; Kastenamt Roth, zur Kirche Roth handlohnbar: 1 Köblergut), der Hochstift Eichstätt (Kastenamt Pleinfeld: 1 Ganzhof; Domkapitel’sches Kastenamt Pleinfeld: 1 Halbhof), die Reichsstadt Nürnberg (St. Klara-Klosteramt: 1 Halbhof, 1 Tafernwirtschaft; St. Katharina-Klosteramt: 1 Ganzhof; Landesalmosenamt: 1 Ganzhof, 3 Halbhöfe), Nürnberger Eigenherren (von Behaim: 2 Halbhöfe; von Holzschuher: 1 Ganzhof; von Imhoff: 3 Halbhöfe, 1 Gütlein; von Praun: 2 Halbhöfe), weitere Eigenherren (von Mohr zu Nenzenheim: 1 Halbhof; von Vieregg zu Heideck: 2 Halbhöfe, 1 Köblergut) und das pfalz-bayerische Kastenamt Hilpoltstein (1 Gütlein). Neben den Anwesen gab es noch die Pfarrkirche und kommunale Gebäude (Hirtenhaus, Schule).
Büchenbach wurde wie das Fürstentum Ansbach ab 1792 von Preußen verwaltet. Als Teil des Fürstentums fiel der Ort im Pariser Vertrag (Februar 1806) durch Tausch an das Königreich Bayern. Im Rahmen des Gemeindeedikts wurde 1808 der Steuerdistrikt Büchenbach gebildet, der aus zwei Sektionen bestand: Zu Sektion I gehörten die Orte Büchenbach, Breitenlohe und Hebresmühle, zu Sektion II gehörten Kühedorf, Ottersdorf, Tennenlohe und Ungerthal. 1818 entstand die Ruralgemeinde Büchenbach, die mit dem Steuerdistrikt Sektion I deckungsgleich war. Sie war in Verwaltung und Gerichtsbarkeit dem Landgericht Schwabach zugeordnet und in der Finanzverwaltung dem Rentamt Schwabach (1919 in Finanzamt Schwabach umbenannt). Ab 1862 gehörte Büchenbach zum Bezirksamt Schwabach (1938 in Landkreis Schwabach umbenannt), die Gerichtsbarkeit ging auf das Landgericht Roth über. Ab 1880 wurde sie vom Amtsgericht Schwabach übernommen. Die Gemeinde hatte 1964 eine Gebietsfläche von 10,570 km²

### Eingemeindungen
Am 1. Januar 1972 wurden im Zuge der Gebietsreform in Bayern Gauchsdorf, Götzenreuth, Neumühle und Schopfhof, Gebietsteile der aufgelösten Gemeinde Günzersreuth, welches sich mit Chausseehaus, Neppersreuth sowie Poppenreuth Teil von Kammerstein wurde, und Kühedorf, Ottersdorf, Tennenlohe und Ungerthal von der aufgelösten Gemeinde Ottersdorf eingegliedert, während Obermainbach nach Schwabach kam. Am 1. Juli 1972 kamen Asbach und Aurau von der ehemaligen Gemeinde Aurau hinzu.

### Einwohnerentwicklung
Gemeinde Büchenbach
| Jahr      | 1818   | 1840   | 1852   | 1861   | 1867   | 1871   | 1875   | 1880   | 1885   | 1890   | 1895   | 1900   | 1905   | 1910   | 1919   | 1925   | 1933   | 1939   | 1946   | 1950   | 1961   | 1970   | 1987   | 1995 | 2005 | 2016   |
| Einwohner | 427    | 453    | 491    | 518    | 533    | 522    | 514    | 500    | 509    | 518    | 544    | 508    | 536    | 510    | 568    | 578    | 640    | 705    | 1034   | 1112   | 2174   | 2673   | 4242   | 5033 | 5209 | 5288   |
| Häuser    | 79     | 74     |        |        |        | 101    |        |        | 110    | 110    |        | 115    |        |        |        | 128    |        |        |        | 176    | 309    |        | 1039   |      |      | 1513   |
| Quelle    | [ 16 ] | [ 17 ] | [ 18 ] | [ 19 ] | [ 20 ] | [ 21 ] | [ 22 ] | [ 23 ] | [ 24 ] | [ 25 ] | [ 18 ] | [ 26 ] | [ 18 ] | [ 27 ] | [ 18 ] | [ 28 ] | [ 18 ] | [ 18 ] | [ 18 ] | [ 29 ] | [ 13 ] | [ 30 ] | [ 31 ] |      |      | [ 32 ] |

Ort Büchenbach
| Jahr      | 001818 | 001840 | 001861 | 001871 | 001885 | 001900 | 001925 | 001950 | 001961 | 001970 | 001987 | 002014 | 002019 |
| Einwohner | 304    | 330    | 359    | 367    | 378    | 391    | 453    | 969    | 2064   | 2570   | 3119   | 3897   | 3917   |
| Häuser    | 55     | 52     |        |        | 81     | 83     | 98     | 148    | 284    |        | 737    |        |        |
| Quelle    | [ 16 ] | [ 17 ] | [ 19 ] | [ 21 ] | [ 24 ] | [ 26 ] | [ 28 ] | [ 29 ] | [ 13 ] | [ 30 ] | [ 31 ] | [ 33 ] | [ 33 ] |

## Politik

### Gemeinderat und Bürgermeister
Der Gemeinderat besteht aus 20 Mitgliedern und wurde zuletzt am 15. März 2020 gewählt. Das Ergebnis und die daraus folgende Sitzverteilung gestalten sich wie folgt:
| Partei / Liste | Sitze 2014 | Sitze 2020 | Stimmenanteil 2020 |
| CSU            | 6          | 6          | 27,5 %             |
| SPD            | 4          | 3          | 16,8 %             |
| Grüne          | -          | 3          | 14,38 %            |
| Freie Wähler   | 10         | 8          | 41,32 %            |

Der Erste Bürgermeister Helmut Bauz (Unabhängige Wählergemeinschaft, UWG) wurde im Jahr 2003 gewählt. Mit 29 Jahren war er der mit Abstand jüngste Bürgermeister im Landkreis Roth und einer der jüngsten in Bayern. Obwohl seine erste Amtszeit erst im Juli 2009 zu Ende war, stellte Bauz sich bereits im März 2008 im Rahmen der allgemeinen Kommunalwahlen in Bayern zur Wiederwahl. Mit knapp 82 % der Stimmen bestätigten die Büchenbacher den aus einem Dorf bei Tübingen stammenden Schwaben als Gemeindeoberhaupt. Bei der Wahl im März 2014 erhielt Bauz 76,9 %.

### Gemeindefinanzen
Im Jahr 2011 betrugen die Gemeindesteuereinnahmen 3,965 Millionen Euro, davon waren 1,237 Millionen Euro Gewerbesteuereinnahmen.
Anfang 2004 betrug die Verschuldung der Gemeinde 7,8 Millionen Euro und entwickelte sich wie folgt (jeweils Jahresbeginn): 2005 7,2 Millionen Euro, 2006 6,6 Millionen Euro, 2007 6,0 Millionen Euro, 2008 5,9 Millionen Euro. 2011 lag die Verschuldung bei 4.105.000 Euro.
Ab den 2000er Jahren konnten trotz Schuldenreduzierung erhebliche Investitionen in den Bereichen Abwasserbeseitigung (Kanalbau in den Gemeindeteilen Asbach und Aurau), Erschließung von Neubaugebieten (Heuweg in Büchenbach sowie Mühlenstraße in Ottersdorf) durchgeführt werden:
- Das Gewerbegebiet wurde mit etwa 20.000 m² Nettobaufläche erweitert und die stark frequentierte Gemeindeverbindungsstraße von Büchenbach nach Breitenlohe vollständig erneuert. In diesem Zusammenhang wurde ein straßenbegleitender Geh- und Radweg angelegt.
- Im Herbst 2008 wurde zwischen Büchenbach und Kühedorf ebenfalls ein straßenbegleitender Geh- und Radweg angelegt. In Kühedorf wurde der seit vielen Jahren (Jahrzehnten) von der Bevölkerung geforderte Wanderparkplatz gebaut.
- 2009 wurde ein Fuß- und Radweg als Verbindung zwischen dem Dorfweiher und dem sogenannten Planetenviertel gebaut. Dabei wurde der dortige Abwasserkanal komplett erneuert. Im Vorgriff auf die dringend erforderliche Generalsanierung der Ortsdurchfahrt Büchenbach (Kreisstraße RH 3) wurden ebenfalls Teile des Abwasserkanals sowie die komplette Wasserleitung erneuert.
- Die Breitbandanbindung konnte seit 2008 stark verbessert werden: Mittels neu verlegter Glasfaserleitungen stehen in den Gemeindeteilen Asbach, Aurau, Breitenlohe, Büchenbach (incl. Gewerbegebiet) und Kühedorf leistungsstarke Anbindungen mit bis zu 50 MBit/sec downstream zur Verfügung. Derzeit (Herbst 2012) arbeitet die Gemeindeverwaltung intensiv an einer auf Glasfaserkabel basierenden Anbindung für die noch unterversorgten Gemeindebereiche Nord (Tennenlohe und Ottersdorf mit Ungerthal) sowie West (Götzenreuth mit Schopfhof, Gauchsdorf und Neumühle). Eine Breitbandanbindung über den Mobilfunkstandard LTE ist dort bereits heute möglich.
- In den Jahren 2009 bis 2011 wurden aufgrund der hohen Nachfrage nach Wohnbauland das Wohnbaugebiet Am Espan mit vorerst 13 Wohnbaugrundstücken sowie das kleine Wohnbaugebiet Südlicher Kirchensteig mit insgesamt sieben Wohnbaugrundstücken erschlossen. In Tennenlohe wurde das Wohnbaugebiet Am Alten Schulhaus erschlossen. Das Wohnbaugebiet Heuweg in Büchenbach wurde 2011 erweitert.
- In den Jahren 2011 und 2012 konnte die seit Jahren diskutierte und geplante Generalsanierung der Ortsdurchfahrt Büchenbach (Kreisstraße RH 3), Untere und Obere Bahnhofstraße und Schwabacher Straße in die Tat umgesetzt werden. Im Altort wurden dafür insgesamt drei Gebäude abgerissen, zahlreiche Garteneinfriedungen wurden versetzt. Dank der Bereitschaft zahlreicher Anlieger zu einer Grundabtretung konnte die Verkehrssicherheit mittels verbreiterter Gehsteige erheblich verbessert werden. Im Bereich des Geschäftszentrums Untere Bahnhofstraße wurde eine Fußgänger-Drückampel als Querungshilfe installiert.
- Die Generalsanierung der gemeindlichen Dreifachturnhalle (Ursprungsbaujahr 1976) startete 2011 mit der Erneuerung der Fenster und der Hallenbeleuchtung. Diese soll 2013 fortgeführt und abgeschlossen werden.
- Im Jahre 2012 konnte eine durchgehende Fuß- und Radwegeverbindung über den Aurachgrund von Breitenlohe nach Aurau gebaut werden.
- Für 2013 ist der Kanalbau im westlichsten Gemeindeteil Neumühle geplant. Die im unmittelbaren Einzugsgebiet des Aurachtales liegenden Dörfer der Gemeinde Büchenbach und der westlich angrenzenden Gemeinde Kammerstein sollen in den kommenden Jahren im Rahmen einer interkommunalen Zusammenarbeit an die Zentralkläranlage der Stadt Roth angeschlossen werden.
- In Büchenbach ist in den kommenden Jahren die Generalsanierung der Anliegerstraßen rund um den Siedlerplatz geplant. Der Untere Stockweg bedarf ebenfalls eine Generalsanierung.
- Im Bereich des Jordangrundes (Wiesengrund zwischen dem Altort und der Unteren Bahnhofstraße) ist die Entwicklung eines Grünzuges mit Geh- und Radweg vorgesehen. Weitere Wohn- und Gewerbebauflächen sollen bedarfsorientiert ausgewiesen werden.

### Wappen und Flagge
Wappen
| Wappen von Büchenbach | Blasonierung: „In Silber über gesenktem grünem Wellenbalken eine bewurzelte grüne Buche, beseitet rechts von einem von Silber und Schwarz gevierten Schild, links von einem schwarzen Schild mit silbernem Schrägbalken, der mit drei roten Sparren belegt ist.“ |
| Wappen von Büchenbach | Wappenbegründung: Buche und Bach stehen redend für den Ortsnamen. Die beiden kleinen Schilde weisen auf einstige Herrschaftsinhaber hin. Der von Silber und Schwarz gevierte Schild erinnert an die Landesherrschaft der Markgrafen von Brandenburg-Ansbach. Der linke Schild ist das Wappen der Herren von Küdorfer, Reichsministerialen, die im 16. Jahrhundert ausgestorben sind und in Büchenbach begütert waren. Die Gemeinde führt das Wappen seit 1982. |

Flagge
Die Gemeindeflagge ist grün-weiß-schwarz.

### Gemeindepartnerschaft
Seit 1989 besteht eine Gemeindepartnerschaft mit der ungarischen Gemeinde Németkér.

### Raumordnung
Seit 2007 ist Büchenbach Teil der Kommunalen Allianz KABS, zu der auch die politischen Gemeinden Kammerstein, Abenberg, Spalt und Rohr gehören.

## Baudenkmäler

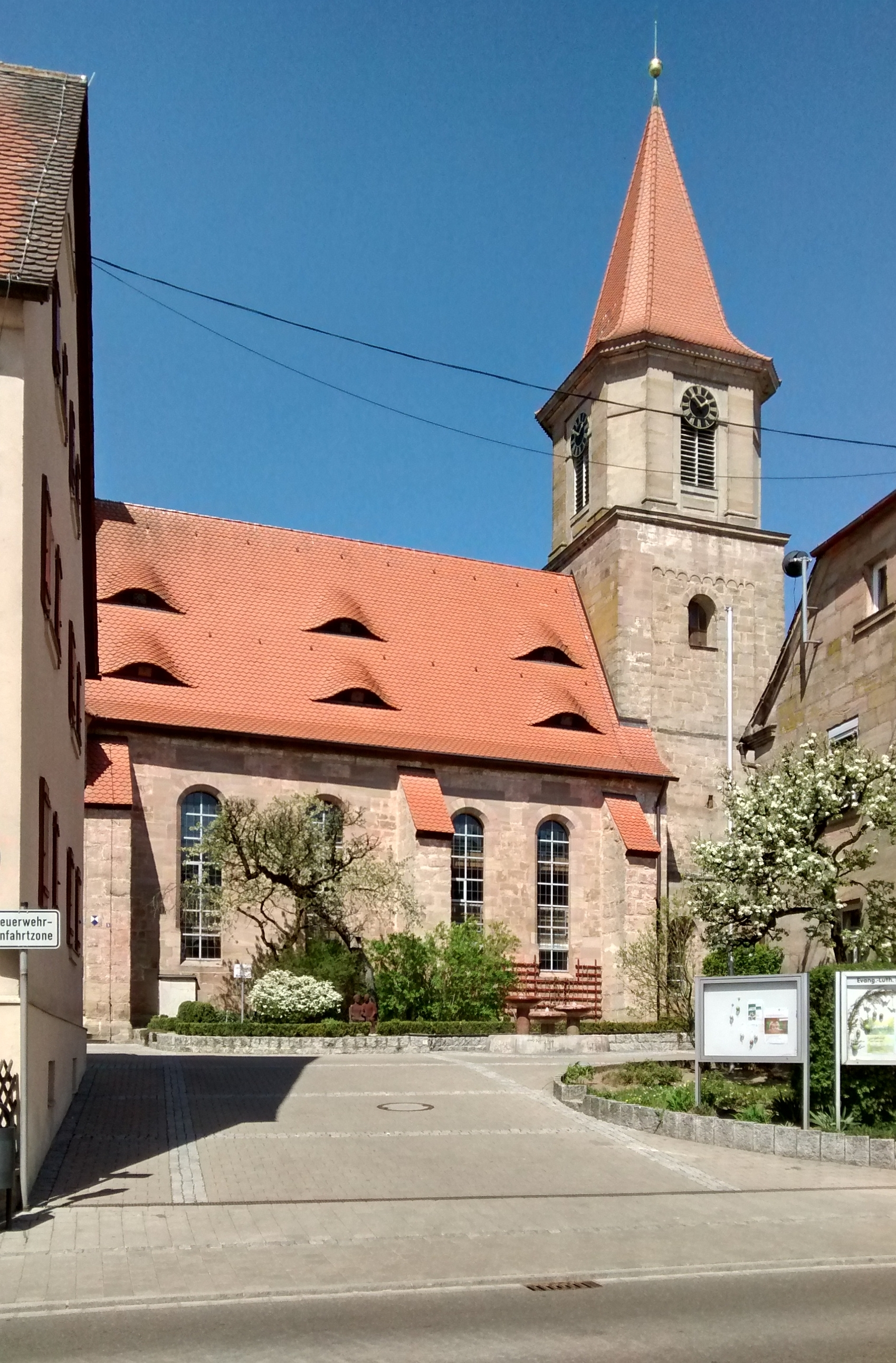
Kirche St. Willibald

## Wirtschaft und Infrastruktur

### Wirtschaft
Im Jahr 2022 erzielte Büchenbach Einnahmen aus der Gewerbesteuer in Höhe von 3,4 Millionen Euro. Mit einem Gewerbesteuerhebesatz von 320 % zählt die Gemeinde zu den steuerlich attraktivsten Standorten Deutschlands. Büchenbach ist etwa steuerlich deutlich günstiger als Nürnberg (Gewerbesteuerhebesatz 467 %).
2011 gab es nach der amtlichen Statistik im Bereich der Land- und Forstwirtschaft 3, im produzierenden Gewerbe 341 und im Bereich Handel und Verkehr 150 sozialversicherungspflichtig Beschäftigte am Arbeitsort. In sonstigen Wirtschaftsbereichen waren am Arbeitsort 335 Personen sozialversicherungspflichtig beschäftigt. Sozialversicherungspflichtig Beschäftigte am Wohnort gab es insgesamt 2031. Im verarbeitenden Gewerbe gab es einen, im Bauhauptgewerbe sieben Betriebe. Im Jahr 2010 bestanden zudem 43 landwirtschaftliche Betriebe mit einer landwirtschaftlich genutzten Fläche von insgesamt 1177 Hektar, davon waren 837 Hektar Ackerfläche und 339 Hektar Dauergrünfläche.

### Verkehr

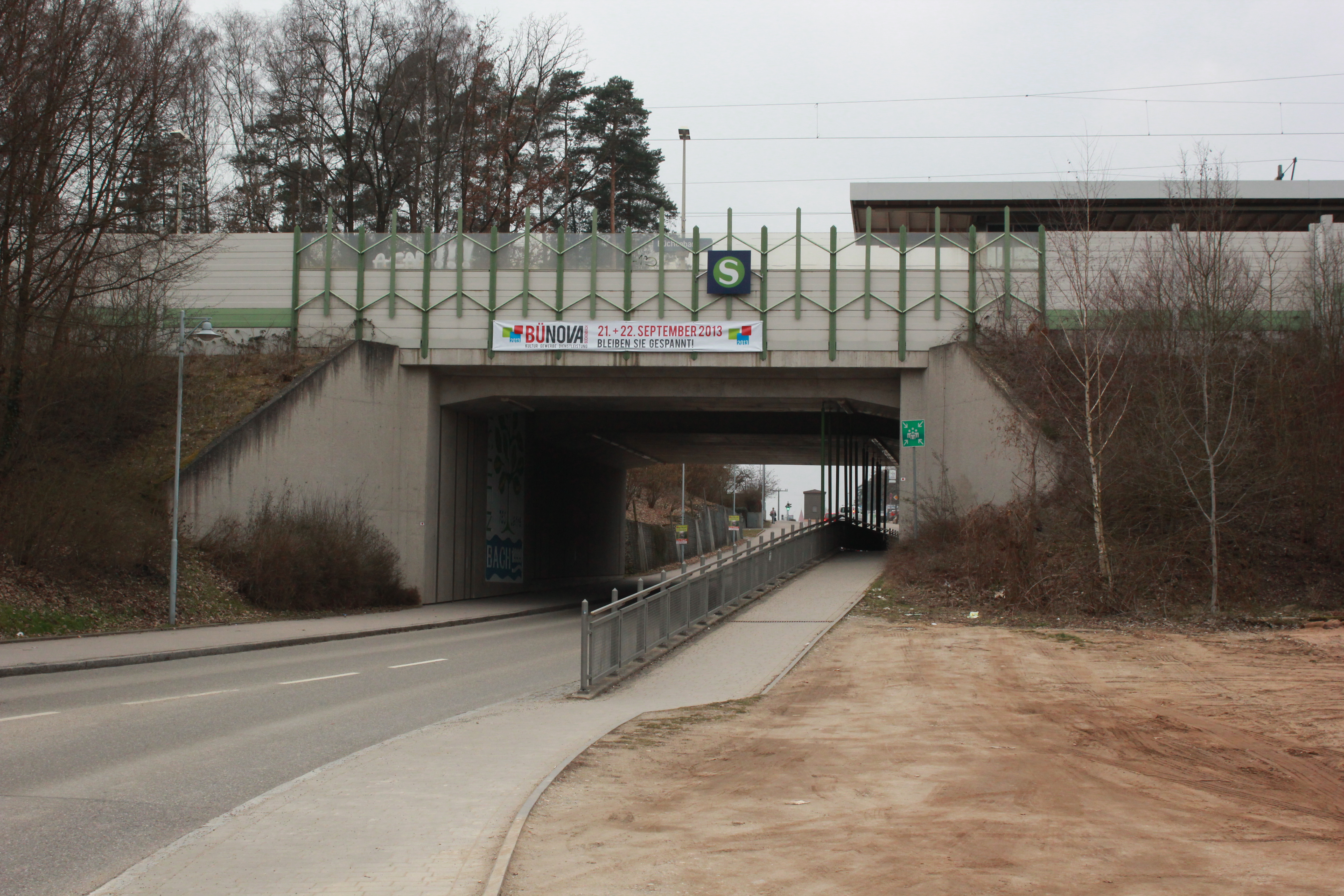
S-Bahn-Haltestelle

Büchenbach wird in Ost-West-Richtung von der Kreisstraße RH 3 (= Bahnhofstraße) durchzogen. Diese führt nach Pfaffenhofen zur Staatsstraße 2409 (2 km östlich) bzw. zur Staatsstraße 2224 (1,8 km nordwestlich). Die KreisstraßeRH 5 führt die St 2224 kreuzend nach Kühedorf (2,4 km nordwestlich). Gemeindeverbindungsstraßen führen nach Roth und nach Rothaurach jeweils zur Staatsstraße 2220 (3,4 km südöstlich bzw. 3,1 km südlich) und nach Breitenlohe zur St 2224 (1,5 km südwestlich).
Die Stadtbuslinie 683 des Stadtverkehrs Büchenbach-Roth bedient die Ortschaft stündlich an zahlreichen Haltestellen. Die S-Bahn-Linie S2 Nürnberg-Roth berührt den Ort Büchenbach im Osten und hält am Bahnhof Büchenbach.
Durch Büchenbach verlaufen die Fernwanderwege Parsifal-Weg und Rangau-Pfalz-Weg.

### Bildung
2012 gab es folgende Einrichtungen:
- drei Kindertagesstätten mit je einer Kinderkrippe sowie einen Hort und eine Mittagsbetreuung
- die Grundschule Büchenbach

Die Hauptschule musste wegen Geburtenrückgangs, vermehrter Übertritte auf weiterführende Schulen und wegen Schulwechsel der meisten Schüler (Hauptschulen in Roth und Georgensgmünd) 2015 schließen.
Im September 2008 eröffnete in einem separaten Trakt des Schulgebäudes die Montessorischule Büchenbach. Sie belegt derzeit ca. die Hälfte des ganzen Schulgebäudes (Stand 2015). Sie wird getragen vom im Juli 2007 in Büchenbach gegründeten Montessori-Verein Roth-Schwabach e. V. An der Montessorischule werden seit Herbst 2012 insgesamt ca. 120 Kinder in vier jahrgangsgemischten Lerngruppen in der Grundschule (Klassenstufe 1–4) und zwei jahrgangsgemischten Lerngruppen in der Sekundarstufe (Klassenstufe 5–9) unterrichtet.
Die Gemeinde Büchenbach ist bestrebt, durch eine aktive Familienpolitik dem Geburtenrückgang entgegenzuwirken. Die Geburtenrate beträgt seit einigen Jahren ca. 45 p. A. (Betreuungsangebote Krippe, Hort, attraktive Kinderspielplätze unter anderem) Der Spielplatz Am Espan würde Ende 2014 durch einen Neubau gegenüber dem Spielplatz ersetzt. Der dadurch freigewordene Grund wird als Baugrund wiederverwendet. Ebenso gibt es eine gemeindliche und kirchliche offene Jugendarbeit. Diese wird von einem Gemeindejugendpfleger organisiert.
Der Gemeinderat hat am 19. Dezember 2008 die Einführung kommunaler Wohnungsbaurichtlinien beschlossen.

### Patenschaft
Im Jahre 2005 wurde mit der 14. Kompanie des Luftwaffenausbildungsregiment 3 (Otto-Lilienthal-Kaserne in Roth) im Rahmen eines feierlichen Gelöbnisses in Büchenbach eine Patenschaft geschlossen.